# Laurent Dubreuil
Laurent Dubreuil (ur. 25 lipca 1992 w Quebecu) – kanadyjski łyżwiarz szybki, wicemistrz olimpijski, wielokrotny medalista mistrzostw świata oraz trzykrotny medalista mistrzostw świata juniorów.

## Kariera
Po raz pierwszy na arenie międzynarodowej Laurent Dubreuil pojawił się podczas mistrzostw świata juniorów w Moskwie w 2010 roku, gdzie jego najlepszym wynikiem było czwarte miejsce w biegach na 500 i 1000 m. Na rozgrywanych rok później mistrzostwach świata juniorów w Seinäjoki zdobył srebrny medal na 500 m. Największe sukcesy w tej kategorii wiekowej osiągnął jednak podczas mistrzostw świata juniorów w Obihiro, gdzie zwyciężył na 500 m, a na dwukrotnie dłuższym dystansie był trzeci. W zawodach Pucharu Świata zadebiutował 21 stycznia 2012 roku w Salt Lake City, zajmując pierwsze miejsce w grupie B na 500 m. Pierwsze pucharowe podium wywalczył 23 listopada 2014 roku w Seulu, gdzie na 500 m był trzeci. W zawodach tych wyprzedzili go jedynie Rosjanin Pawieł Kuliżnikow oraz Mo Tae-bum z Korei Południowej. W sezonie 2014/2015 jeszcze trzykrotnie stawał na podium w tej konkurencji, raz był drugi i dwa razy trzeci. 
W 2013 roku brał udział w dystansowych mistrzostwach świata w Soczi, zajmując między innymi dziewiąte miejsce na swym koronnym dystansie. Dziewiątą pozycję zajął również na rozgrywanych rok później sprinterskich mistrzostw świata w Nagano. Podczas dystansowych mistrzostw świata w Heerenveen w 2015 roku zajął drugie miejsce w biegu na 500 m, przegrywając tylko z Pawłem Kuliżnikowem z Rosji.